# Neutrodiaptomus formosus
Neutrodiaptomus formosus là một loài động vật giáp xác trong họ Diaptomidae. Chúng là loài đặc hữu của Nhật Bản.